# 翼管動脈
翼管动脉（或维迪安动脉）是內頸動脈的一部分。
翼管动脉通常起源于颈外动脉  ，但也可以起源于颈内动脉，或者作为两者之间的吻合。 
其“维迪安动脉”的别名源自意大利外科医生和解剖学家维杜斯·维迪乌斯 (Vidus Vidius) 。 

## 起源于颈外动脉
若翼管动脉发源于颈外动脉，其会沿着翼管向后穿过相应分布于咽部上部和听管的神经（翼管神经），最终进入鼓室小支与其他鼓室动脉吻合。
在这种情况下，它也可以终止于口咽部。 

## 起源于颈内动脉
若翼管动脉发源于颈内动脉，其会向下穿过裂孔通向口咽部，使其主干继续向前穿过翼管，与上颌动脉的翼腭部分吻合。 在这种情况下，该动脉会从与其相应神经相反的方向穿过翼管，因而显得细小且不稳定。